# Eisenbahnunfall von Haftchan
Bei dem Eisenbahnunfall von Haftchan kollidierten am 25. November 2016 zwei Züge vier Kilometer vom Bahnhof Haftchan entfernt, zwischen den Städten  Semnan und Damghan, Iran. 49 Menschen starben.

## Ausgangslage
Beide Züge waren auf der Bahnstrecke Garmsar–Maschhad unterwegs, auf der an der späteren Unfallstelle eine zulässige Höchstgeschwindigkeit von 140 km/h besteht: Der erste, ein Schnellzug von Täbris nach Maschhad, der zweite, ebenfalls ein Schnellzug, von Teheran nach Maschhad. In beiden Zügen befanden sich zusammen etwa 550 Menschen. Der erste Zug hatte ein technisches Problem mit seiner Druckluftbremse, nachdem er Semnan verlassen hatte, und blieb im Bereich der späteren Unfallstelle auf freier Strecke liegen. Er war dabei durch ein „Halt“ zeigendes Eisenbahnsignal rückwärts abgesichert. Auch der Fahrdienstleiter wusste Bescheid. Das technische Problem zu beheben, verzögerte sich. Mittlerweile hatten die Fahrdienstleiter Schichtwechsel.

## Unfallhergang
Das Personal des zweiten Zuges fragte nun bei der Zugleitstelle an, ob es weiter fahren dürfe. Der neue Fahrdienstleiter ging von einer Signalstörung aus und stimmte zu. Nach einer anderen Darstellung gab der ausgewechselte Fahrdienstleiter die Fahrt für den zweiten Zug frei und der Lokomotivführer fuhr in die Strecke ein, obwohl die automatische Zugsicherung ihn warnte. Er nahm an, dass eine Störung vorliege. Der Zug erreichte die volle Streckengeschwindigkeit, als er gegen 7:37 Uhr auf den immer noch stehenden ersten Zug aufprallte.

## Folgen
49 Menschen starben, 103 wurden darüber hinaus verletzt. Der Direktor der Eisenbahngesellschaft der Islamischen Republik Iran, Mohsen Pourseyyed Aqae, trat am 27. November 2016 wegen des Unfalls zurück.